# Мякшево (Тверская область)
Мякшево  — деревня в Зубцовском районе Тверской области. Входит в состав Зубцовского сельского поселения.

## География
Находится в южной части Тверской области на расстоянии приблизительно 3 км на северо-запад по прямой от районного центра города Зубцов.

## История
Деревня была отмечена еще на карте 1825 года. В 1859 году здесь (деревня Зубцовского уезда Тверской губернии) было учтено 14 дворов, в 1941—127. 

## Население
Численность населения: 127 человек (1859 год), 10 (русские 100 %) в 2002 году, 10 в 2010.